# Kelagai

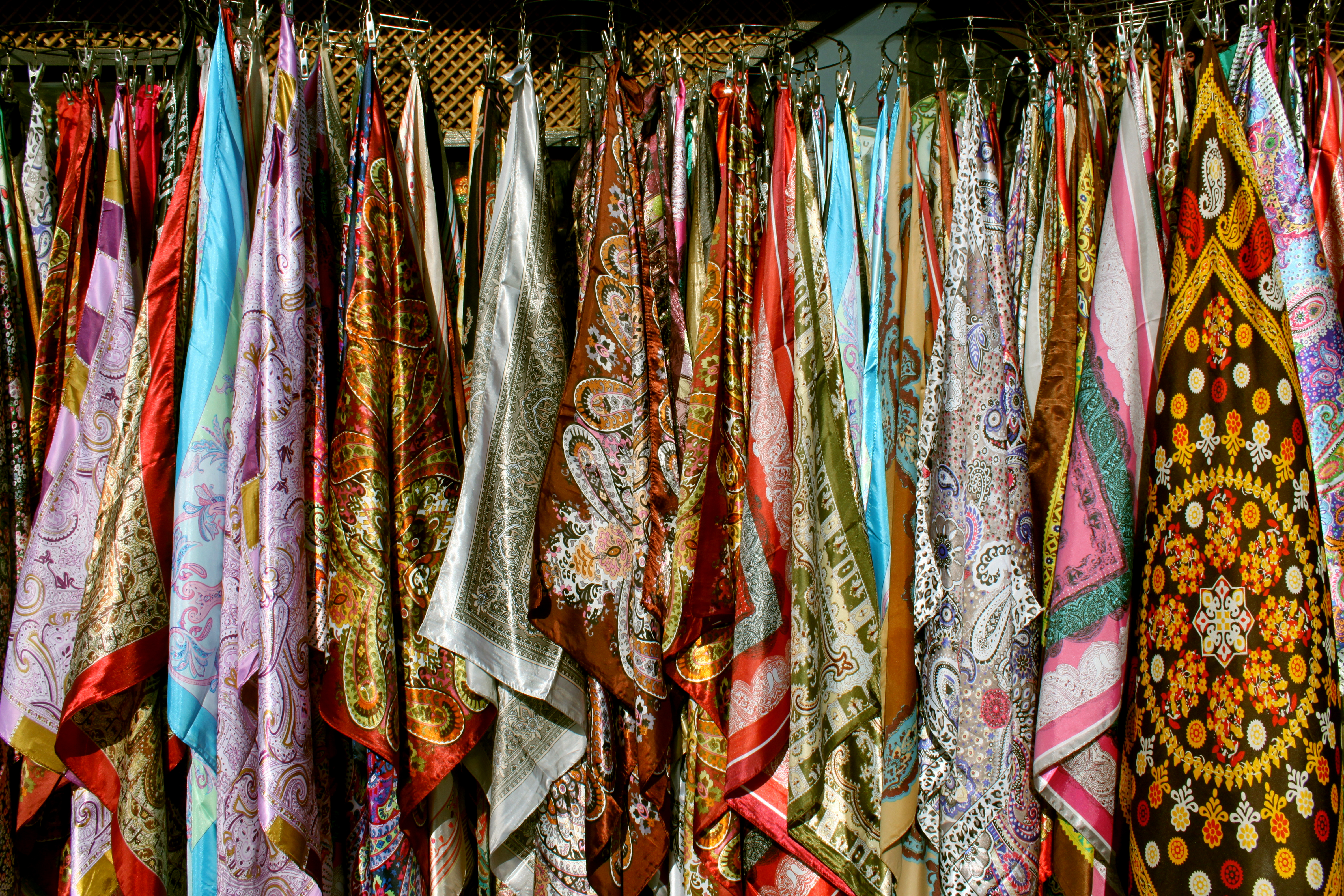
Kelagai

Kelagai (en azerí: Kəlağayı) es el pañuelo nacional de las mujeres azerbaiyanas hecho de la seda fina y suave en una forma cuadrangular. En las regiones occidentales del país también se le llama "chargat".
En 2014, el arte de “kelagai” se reconoció por la UNESCO como Patrimonio Cultural Inmaterial de la Humanidad.

## Historia
La producción de kelagai es conocida en Azerbaiyán desde la antigüedad. Las ciudades de Tabriz, Ganyá, Shamakhí, Shekí y Najchiván producían kelagai. A pesar de que hoy en día el kelagai se produce en muchas regiones, este arte es más común en el asentamiento Basgal del distrito Ismayilí, situado a 165 km al noroeste de Bakú, así como en la ciudad de Shekí, situada a 320 km en la misma dirección.
Todas las regiones del país tienen sus variantes singulares del kelagai. En kelagai de Shekí y Basgal, los patrones "Shah buta", "Saya buta" e "Hirda buta" son los que más se encuentran. Kelagai "Kheyrati", "Sogany", "Istiotu", "Albuhary", "Abi", "Elyani" también eran populares entre los pueblos de Oriente Medio y del Cáucaso.